# Nathan Hill

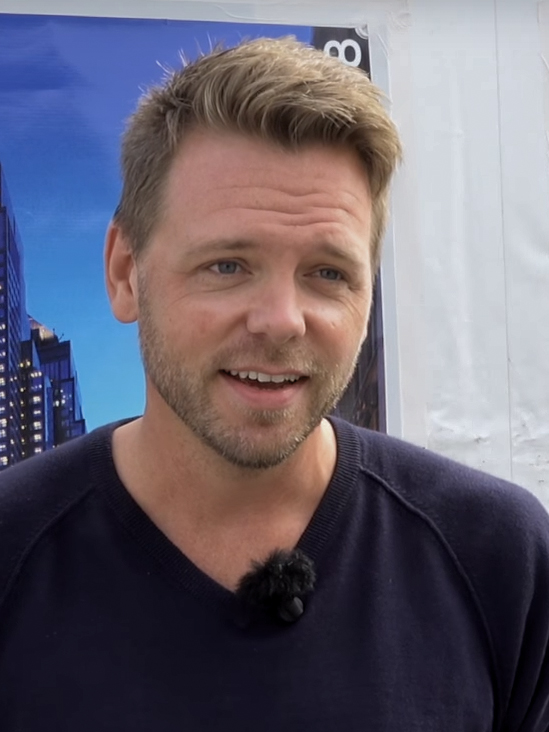
Nathan Hill (2018)

Nathan Hill (* 27. Dezember 1975 in Cedar Rapids, Iowa) ist ein amerikanischer Schriftsteller.

## Leben
Hill wuchs im amerikanischen Mittleren Westen auf und lebte später auch in New York City und Neuengland. Er erwarb den Bachelor in Englisch und Journalismus an der Universität von Iowa und den Master in Kreativem Schreiben an der University of Massachusetts Amherst.
Nach Tätigkeiten als Journalist bei Zeitungen und Magazinen ging Hill an die Academy of American Poets. Danach lehrte er an der Florida Gulf Coast University und der University of St. Thomas in St. Paul, Minnesota.
Hill veröffentlichte Erzählungen in verschiedenen Literaturzeitschriften und schließlich 2016 den Roman The Nix, der noch 2016 unter dem Titel Geister in deutscher und 19 weiteren Übersetzungen erschien. Der von der Literaturkritik allgemein gelobte und 2016 mit dem Los Angeles Times Book Prize in der Kategorie „Erstlingswerk“ ausgezeichnete Roman beschreibt die amerikanische Gesellschaft, vor allem in den Unruhen des Jahres 1968 in Chicago vor dem Hintergrund des Nominierungsparteitags der Demokraten sowie während der Vorwahlen 2011 im Umfeld eines fiktiven rechtspopulistischen Bewerbers um die Präsidentschaftskandidatur der Republikaner.
Hill ist von der Universität beurlaubt, um sich mehr dem Schreiben zu widmen. Er lebt in Naples in Florida.

## Werke
- The Nix. Alfred A. Knopf, 2016
  - Geister. Roman. Übersetzung Werner Löcher-Lawrence, Katrin Behringer. Piper Verlag, München 2016, ISBN 978-3-492-05737-0
- Wellness. Alfred A. Knopf, 2023
  - Wellness. Roman. Übersetzung Dirk van Gunsteren, Stephan Kleiner. Piper Verlag, München 2024, ISBN 978-3-492-07214-4

## Auszeichnungen
- Los Angeles Times Book Prize für Erstlingswerke 2016 für The Nix